# Медведская волость
Медведская волость — административно-территориальная единица, входившая в Пятигорский округ Кавказской области, Александровский, Новогригорьевский, Благодарненский уезды. 
Административный центр - село Медведское.

## История
Численность населения в 1837 году 4454 душ.
В волость входили:
- Александровка
- Благодарное
- Высоцкое
- Медведское
- Ореховка (Ареховское)
- Сухая Буйвола
- Шишкино

В 1920 году входила в Благодарненский уезд с населением 5711 человек и площадью 20 857 десятин.